# Montjoyer
Montjoyer este o comună în departamentul Drôme din sud-estul Franței. În 2009 avea o populație de 272 de locuitori.

## Evoluția populației
| An        | 1975 | 1982 | 1990 | 1999 | 2006 | 2009 |
| --------- | ---- | ---- | ---- | ---- | ---- | ---- |
| Populație | 159  | 176  | 198  | 222  | 275  | 272  |